# Gabriel Rocha
Gabriel Rocha (n. Montevideo, 22 de marzo de 1968) es un ornitólogo uruguayo que ha escrito varios libros sobre las aves de Uruguay. Asimismo es un investigador que ha recibido reconocimientos a nivel internacional en varias oportunidades.

## Historia
Su primera obra importante fue el libro "Aves del Uruguay. El País de los Pájaros Pintados. Tomo 1", de Ediciones de la Banda Oriental, en el año 2003. Esta obra se ubicó entre los 6 libros más vendidos del Uruguay en el año 2004. En años sucesivos, editó los tomos 2 y 3 de esta serie, completando así por primera vez en el Uruguay, una obra que incluye las 458 especies de aves presentes en Uruguay. Los 3 tomos vendieron en Uruguay más de 20.000 ejemplares y la obra fue nominada como terna finalista para el premio Bartolomé Hidalgo que se otorga anualmente a los mejores escritores del país.
En septiembre de 2010 escribió la Guía de aves de Montevideo, la cual abarca 140 especies comunes en el departamento de Montevideo y 72 especies raras que se pueden encontrar esporádicamente, el cual fue editado por Ediciones de la Banda Oriental.
Entre sus últimos trabajos esta la edición de una serie de 12 fascículos para Ediciones de la Banda Oriental, llamados "Descubrir Uruguay, naturaleza, flora y fauna", que tratan sobre los diferentes ambientes naturales del Uruguay, su flora y su fauna.
Además participó de capítulos dentro de libros como "La frontera del agua" editado por UdelaR (Universidad de la República) en el año 2010 y el "Threatened Bird of the World" (El libro de las aves amenazadas del mundo) editado por Lynx Ediciones en el año 2000.
En el año 2015 editó su obra más completa, la Guía Completa Para Conocer Aves del Uruguay de Ediciones de la Banda Oriental y auspiciado por ACUO (Asociación Conservacionista Uruguaya de Ornitología). Un libro de 560 páginas con más de 1.700 fotografías y 1.000 mapas.
En el año 2017 obtuvo una mención honorífica del MEC (Ministerio de Educación y Cultura) en la categoría Ensayo Sobre Investigación y Difusión Científica por su obra Guía Completa Para Conocer Aves del Uruguay.

## Obra
- Aves del Uruguay. El País de los Pájaros Pintados. Tomo 1. Ediciones de la Banda Oriental. 2003
- Aves del Uruguay. El País de los Pájaros Pintados. Tomo 2. Ediciones de la Banda Oriental. 2005
- Aves del Uruguay. El País de los Pájaros Pintados. Tomo 3. Ediciones de la Banda Oriental. 2008
- Guía de aves de Montevideo. Ediciones de la Banda Oriental. 128 pp. ISBN 9974106605. 2010
- Guía Completa para Conocer Aves del Uruguay. 560 pp. Ediciones de la Banda Oriental. 2015
- Cazacurioso. Secretos y misterios de la flora y fauna de Uruguay. Ediciones de la Banda Oriental. 2017
- Guía Completa para Conocer Aves del Uruguay". 600 pp. Ediciones de la Banda Oriental. 2021